# Unsound Methods
Unsound Methods (en español: Métodos dementes) es el segundo álbum de estudio del proyecto musical Recoil, a cargo de Alan Wilder. Fue publicado el 27 de octubre de 1997 por Mute Records en el Reino Unido, y por Reprise Records en Estados Unidos. Este fue el primer material publicado por Wilder luego de abandonar Depeche Mode en 1995.
Contiene las participaciones especiales del vocalista Douglas McCarthy de Nitzer Ebb, la vocalista-violinista Hepzibah Sessa de Miranda Sex Garden, la cantante góspel Hildia Campbell y la autora Maggie Estep. A pesar de su poca promoción, el sencillo «Drifting» ingresó en la posición 26 en la lista independiente británica.
En 2022, el álbum tuvo un relanzamiento junto a Liquid y SubHuman por Mute en formatos de CD y vinilo, debido a que han estado descatalogados y Wilder expresaba interés en remasterizar los tres álbumes.

## Concepto
El álbum previo de Recoil, Bloodline, fue publicado en 1992, esto previo a las grabaciones de Songs of Faith and Devotion con Depeche Mode. En ese aspecto, Wilder considera a Unsound como más cercano a su producción con Depeche, usando distintos samplers, algunos con tintes más cinemáticos pero manteniendo una línea rítmica junto a un groove variado. En su sitio web, menciona que a diferencia de Bloodline, donde las voces funcionaban como «textura», en Unsound Methods hay un rol más predominante y distintivo.
Hablando sobre su proceso creativo, afirmaba usar el software Steinberg Cubase para secuenciar, mientras que sobre las participaciones vocales, les enviaba una cinta de audio en un 70% completo para luego refinar la estructura y añadir nuevas melodías. Sobre el nombre del álbum, este proviene de una frase presente en la película bélica Apocalypse Now de Francis Ford Coppola, en la que Willard habla sobre como los métodos de Kurtz se volvieron dementes.

## Composición
En una entrevista realizada por la revista sueca Release, Wilder comentaba que algunas influencias rítmicas fueron por grupos de trip hop como Massive Attack y Portishead. También menciona a las bandas sonoras de Bernard Herrmann y las composiciones de Dmitri Shostakóvich, Michael Nyman y Philip Glass como algunas de sus influencias generales, presentes en las secciones más cinemáticas del álbum.
Dentro del álbum, canciones como «Luscious Apparatus» han sido asociadas a las performance de spoken word. La participación de Estep surge por parte de Steve Lyon, productor de su segundo álbum, quién le presentara parte de su material a Wilder; y comentando que la temática en «Luscious Apparatus» trata de su amiga Carla. Otras canciones, como la introductoria «Incubus», McCarthy recita la narración inicial de Martin Sheen en Apocalypse Now, recibiendo permiso de la compañía de Coppola por un porcentaje de derechos de autor. «Red River Cargo» ha sido descrita de manera retrospectiva como el equivalente de Mississippi Burning, abordando la segregación y la hostilidad racial.

## Grabación
Las grabaciones fueron realizadas durante septiembre de 1996 y marzo de 1997, con la asistencia de Hepzibah Sessa, apoyo de ingeniería por Steve Lyon y la mezcla a cargo de Paul Steven y Simon Shazell, esto entre abril y mayo de 1997. La grabación tuvo lugar en el estudio creado por Wilder, Thin Line, ubicado en el sector más rural de Sussex.
Hablando sobre los métodos de trabajo, Wilder comenta que con Siobhan Lynch, primero estuvo compartiendo demos y DAT a través de correos, con tal de expandir ideas y evitar presionar a la cantante antes de grabarla en el estudio. En cambio, comenta que con Campbell fue mentalizada como una cantante de sesión, y con Estep no sabía que letras iba a interpretar, llamándolo “la más emocionante pero tensa colaboración” dentro del álbum.

## Recepción crítica

### Estados Unidos
El álbum ha recibido generalmente reseñas positivas en Estados Unidos. La revista digital babysue le otorgó cuatro estrellas, destacando la participación de los cuatro vocalistas invitados y su gran énfasis en la producción, aclarando “quizás esto no atraiga a los fans de Depeche Mode, porque está dirigido a un grupo diferente de oyentes”.
Un sentimiento similar expresa Stephen Thomas Erlewine en su reseña retrospectiva para AllMusic, donde lo considera su trabajo más ambicioso y aventurero, enfocado en la exploración de nuevos sonidos y collages cinemáticos formados en texturas de ambientes, concluyendo con “el resultado final es un álbum que es oscuramente provocativo y resonante, estableciendo a Wilder como un artista más viable que los Depeche Mode futuro”.

### Reino Unido
En una reseña negativa, Ian Fortnam para el semanario NME redacta: “Por desgracia, Alan Wilder ha pasado demasiado tiempo en compañía de Gore y Gahan, y en consecuencia, 'Unsound Methods' huele positivamente a pretensión”. En el aspecto lírico y musical, menciona que canciones como «Luscious Apparatus» está repleto de electro sin alma. En especial menciona, “[Wilder] está desesperadamente buscando ser percibido como raro, salvaje y finalmente, interesante”. Wilder respondió a la reseña de NME, tratando de periodismo perezoso y decepcionante las comparaciones con Paul Hardcastle en su «electro sin sentido», diciendo “el álbum es tan poco electro, de eso se trata. Hay mucho más enfoque orgánico en este [álbum] que en cualquier material que haya hecho antes”.

## Lista de canciones
Toda la música compuesta por Alan Wilder. 
| N.º   | Título                              | Duración |  |
| 1.    | «Incubus» (Douglas McCarthy)        | 7:03     |  |
| 2.    | «Drifting» (Siobhan Lynch)          | 6:34     |  |
| 3.    | «Luscious Apparatus» (Maggie Estep) | 6:10     |  |
| 4.    | «Stalker» (Douglas McCarthy)        | 6:42     |  |
| 5.    | «Red River Cargo» (Hildia Campbell) | 8:14     |  |
| 6.    | «Control Freak» (Maggie Estep)      | 5:38     |  |
| 7.    | «Missing Piece» (Siobhan Lynch)     | 5:31     |  |
| 8.    | «Last Breath» (Hildia Campbell)     | 6:21     |  |
| 9.    | «Shunt» (Alan Wilder)               | 6:46     |  |
| 58:58 |                                     |          |  |

| Bonus tracks digital |                                                    |          |  |
| N.º                  | Título                                             | Duración |  |
| 10.                  | «Drifting (Poison Dub)» (Siobhan Lynch)            | 9:02     |  |
| 11.                  | «Control Freak (Barry Adamson Mix)» (Maggie Estep) | 5:55     |  |
| 12.                  | «Shunt (Pan Sonic Mix)» (Alan Wilder)              | 4:45     |  |
| 13.                  | «Stalker (Punished Mix)» (Douglas McCarthy)        | 7:31     |  |
| 14.                  | «Missing Piece (Night Disolves)» (Siobhan Lynch)   | 8:15     |  |
| 01:34:30             |                                                    |          |  |

## Créditos y personal
Adaptados desde el álbum.
| «Incubus» - Alan Wilder – Música. - Douglas McCarthy – Palabras, voz principal. - F. Coppola – Palabras. - Hepzibah Sessa, Hildia Campbell – Voces de apoyo. «Drifting» - Alan Wilder – Música. - Siobhan Lynch – Palabras, voz principal. - Hepzibah Sessa – Conversación. - Paul Kendall (PK) – Ingeniería, edición de sonido adicional. - Steve Lyon – Ingeniería, producción adicional. «Lucious Apparatus» - Alan Wilder – Música. - Maggie Estep – Palabras, voz principal. «Stalker» - Alan Wilder – Música. - Douglas McCarthy – Palabras, voz principal. - Oliver Kraus – Cello. - Hepzibah Sessa – Asistencia y coordinación. - Steve Lyon – Ingeniería, producción adicional. - Paul Kendall (PK) – Ingeniería, edición de sonido adicional, remezclas. | «Red River Cargo» - Alan Wilder – Música. - Thomas A. Dorsey – Palabras. - Hildia Campbell – Voces. «Control Freak» - Alan Wilder – Música. - Maggie Estep – Palabras, voz principal. - Hepzibah Sessa, Hildia Campbell, Siobhan Lynch – Voces de apoyo. - Oliver Kraus – Cellos. «Missing Piece» - Alan Wilder – Música, voz de apoyo. - Siobhan Lynch – Palabras, voz principal. - Hepzibah Sessa – Solo de violín. «Last Breath» - Alan Wilder – Música. - Ernest Gold, Pat Boone – Palabras. - Hildia Campbell – Voz principal. - Hepzibah Sessa – Conversación. «Shunt» - Alan Wilder – Música y palabras. - Hepzibah Sessa – Voz de apoyo. |

## Posicionamiento en listas
| Listas (1997–2022)                          | Mejor posición |
| ------------------------------------------- | -------------- |
| Reino Unido (UK Independent Albums)         | 22             |
| Reino Unido (UK Independent Album Breakers) | 20             |